# Tiki Island (Texas)

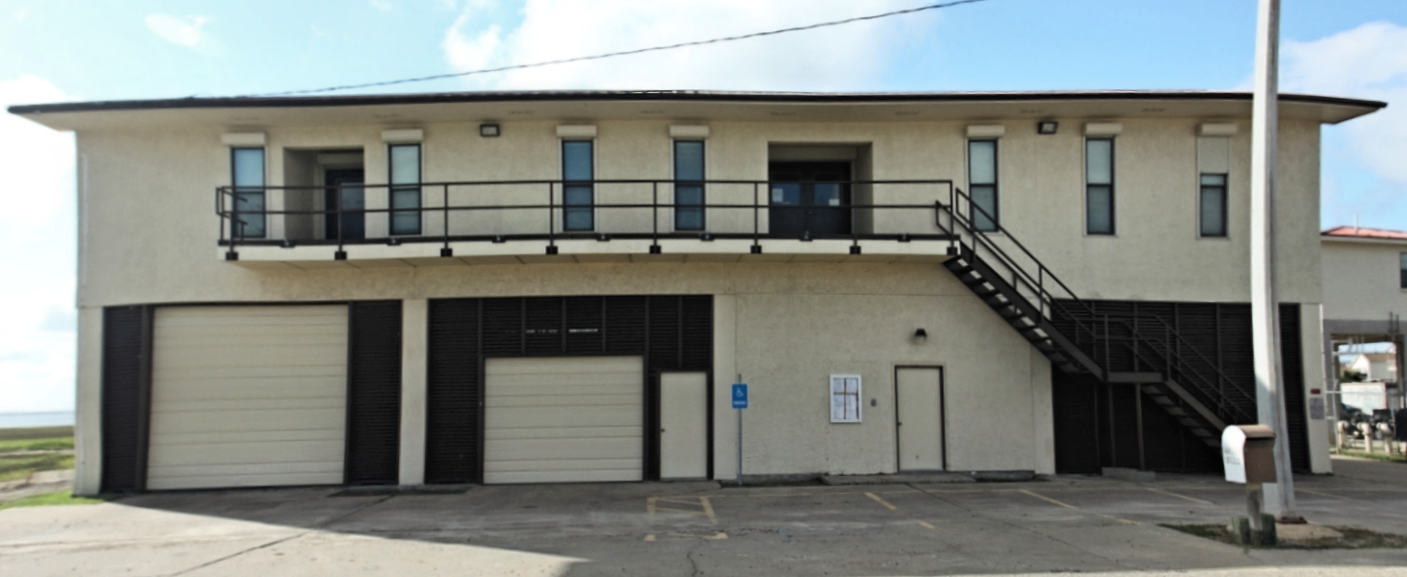
Ayuntamiento.

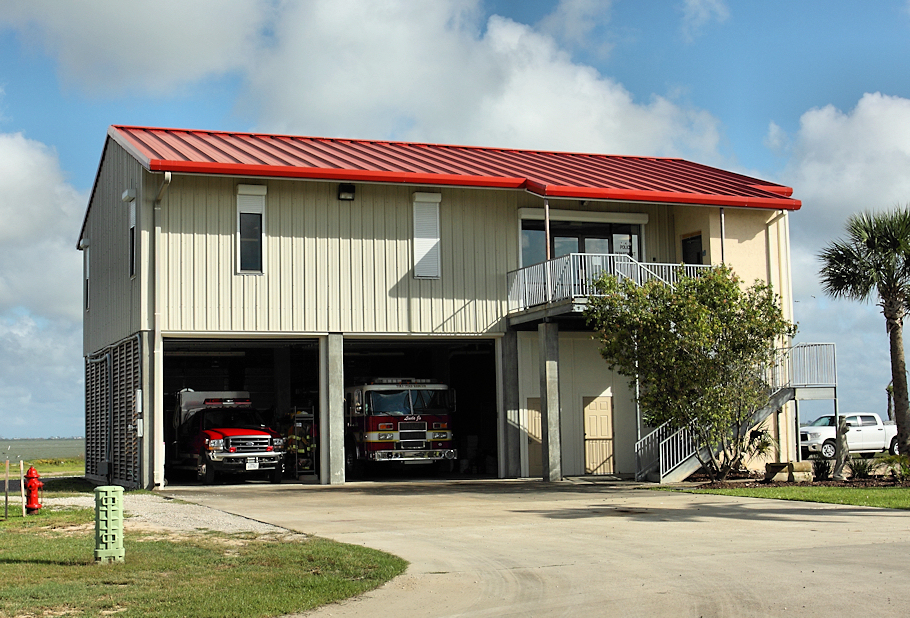
Departamentos de policía y bomberos.

Tiki Island es una villa ubicada en el condado de Galveston en el estado estadounidense de Texas. En el Censo de 2010 tenía una población de 968 habitantes y una densidad poblacional de 270,83 personas por km².

## Geografía
Tiki Island se encuentra ubicada en las coordenadas 29°17′50″N 94°54′54″O / 29.29722, -94.91500. Según la Oficina del Censo de los Estados Unidos, Tiki Island tiene una superficie total de 3.57 km², de la cual 1.27 km² corresponden a tierra firme y (64.42%) 2.3 km² es agua.

## Demografía
Según el censo de 2010, había 968 personas residiendo en Tiki Island. La densidad de población era de 270,83 hab./km². De los 968 habitantes, Tiki Island estaba compuesto por el 95.14% blancos, el 1.34% eran afroamericanos, el 0.21% eran amerindios, el 1.76% eran asiáticos, el 0.31% eran isleños del Pacífico, el 0.21% eran de otras razas y el 1.03% pertenecían a dos o más razas. Del total de la población el 4.96% eran hispanos o latinos de cualquier raza.

## Educación
El Distrito Escolar Independiente de Texas City (TCISD) sirve a una parte de Tiki Island, y el Distrito Escolar Independiente de Hitchcock sirve a la otra parte de la ciudad.
El 1 de julio de 2016, el Distrito Escolar Independiente de La Marque (LMISD), que sirvió una parte de Tiki Island, será anexado en el TCISD.